# Nin'wlou Ariel Ménélik
Nin’wlou de son vrai nom Lao Leonel Alex,est un écrivain, poète-slameur ivoirien né le 13 novembre 1991 à Abidjan-Yopougon en Côte d'Ivoire.
Il est le président de l'École des Poètes de Côte d'Ivoire.

## Biographie
Nin'wlou veut dire "Paroles de Feu" en Wê, une langue locale de l'ouest de la Côte d'Ivoire. Lao Leonel Alex alias Nin'wlou a fait ses études primaires et secondaires à Abidjan et ses études universitaires à l'université d'Abidjan.
Titulaire d'une maîtrise en droit privé, il est par ailleurs, instructeur en prise de parole ivoirienne. Depuis 2015, Nin'wlou est le président de l'École des Poètes de Côte d'Ivoire, l'un des plus grands mouvements de poésie/slam en Côte d'Ivoire mise en lumière en 2013 par Dr Félix Alain Tailly,.
C'est pendant la crise post-électorale en 2010 que Nin'wlou couche sur papier, ses premiers vers qui pour lui est le moyen idéal de s’évader. Ses expériences, son amour et sa colère sont ses sujets favoris. Toutefois, il ne s'interdit aucun thème dans ses écrits. Nin'wlou Ariel Ménélik devient en 2017 le vainqueur du prix Kailcedra du meilleur Slameur après sa consécration au concours Lydia Ludic Talents 2021 organisé par l'association des journalistes culturels de Côte d'Ivoire (UJOCCI). En 2022, il reçoit le 3e prix du concours de slam libres ensemble dans le cadre des jeux de la francophonie et le trophée du meilleur slameur au Prix International des Musiques Urbaines et du Coupé-décalé (PRIMUD).
Il est l'auteur du spectacle de Slam «La Marche du Feu», tenu en mai 2021 à l'Institut français de Côte d'Ivoire.
La marche du Feu est également le titre éponyme du tout premier livre du poète paru en septembre 2021, aux Éditions Zadié, et remporte le prix  Bernard B Dadié du jeune écrivain au Sila (Salon international du livre d'Abidjan), en 2022,.
Il a à son actif plus d'une centaine de participations à divers événements (conférences, séminaires, hommages, célébrations, réunions, etc.) dont le Marché des arts du spectacle d'Abidjan (MASA), en 2024,. Ses textes sont d'ordres sociaux, politiques, économiques, sportifs et culturels sur la Côte d’Ivoire, tissant une toile narrative où se mêlent mélancolie, lyrisme, sarcasme, sentimentalité et engagement, sous multiples figures de styles,.
Il est l’un des rares poètes à participer en tant que poète-slameur au Parlement du Rire et à Abidjan Capitale du Rire diffusés sur Canal+.

## Discographie
- Man tchè
- Niehi
- Ma Yapobi
- Pour ces mômes[19];
- Restaucratie
- Devoir moral (feat Amee)
- Zihon (feat Alain Djiz)[20]

## Famille
Nin'wlou Ariel Ménélik est père de deux filles.

## Publication
La marche du feu, poésie, paru en 2021 chez Les Éditions Zadié.

## Distinctions
- Prix CEDEAO du meilleur slameur 2024 au MASA[21]
- Prix du meilleur slameur au Primud 2023[22] ;

- Prix du meilleur slameur au Primud 2022[23] ;
- Vainqueur du concours Lydia Ludic Talents 2022[10];
- Prix SILA 2022 Bernard B. Dadié du jeune écrivain[24] ;
- 3e prix du concours de slam « libres ensemble » dans le cadre des jeux de la francophonie ;
- Prix Kailcedrat du meilleur slameur 2017 ;
- Finaliste du championnat national de slam ;
- 2e prix du festival ivoirien de la création poétique chez les jeunes.